# باموق
باموق هي بلدة في مقاطعة مريشكار في ولاية قشقداريا في أوزبكستان.